# Cylk Cozart
Cylk Cozart (Knoxville, 1º febbraio 1957) è un attore statunitense di origini africane.

## Biografia
Figlio di una nativa americana e di un africano, fu un eccellente giocatore di pallacanestro, carriera che venne bloccata da un grave infortunio durante le selezioni estive della NBA.
Spostò il suo interesse al mondo dello spettacolo, debuttando come modello. Le sue molteplici passioni, ed il suo coinvolgimento per i temi sociali dei bambini poveri del mondo, lo indussero a cimentarsi nel ruolo di attore, per ottenere una maggiore visibilità nei confronti del pubblico. 
A seguito del grande successo ottenuto in alcune serie televisive nel suo paese, iniziò ad interpretare ruoli di prima importanza al cinema, come in Chi non salta bianco è del 1992.

## Filmografia parziale

### Cinema
- School Daze, regia di Spike Lee (1988)
- Apache pioggia di fuoco (Fire Birds), regia di David Green (1990)
- Verdetto finale (Ricochet), regia di Russell Mulcahy (1991)
- Chi non salta bianco è (White Men Can't Jump), regia di Ron Shelton (1992)
- Nel centro del mirino (In the Line of Fire), regia di Wolfgang Petersen (1993)
- Love Affair - Un grande amore (Love Affair), regia di Glenn Gordon Caron (1994)
- L'eliminatore - Eraser (Eraser), regia di Chuck Russell (1996)
- Ipotesi di complotto (Conspiracy Theory), regia di Richard Donner (1997)
- Appuntamento a tre (Three to Tango), regia di Damon Santostefano (1999)
- Solo 2 ore (16 Blocks), regia di Richard Donner (2006)

### Televisione
- Mr. Cooper (Hangin' with Mr. Cooper) - serie TV, 2 episodi (1992-1993)

## Doppiatori italiani
- Massimo Lodolo in Mr. Cooper
- Pino Ammendola in Chi non salta bianco è
- Antonio Sanna in Ipotesi di complotto